# Carina Ari
Carina Ari, née le 14 avril 1897 et morte le 24 décembre 1970, est le nom de scène de Maria Karina Viktoria Jansson, danseuse et chorégraphe suédoise. Après une carrière remarquée de danse et de chorégraphie qui s'étend de 1913 à 1939, principalement à Paris, elle se marie au chef d’orchestre et compositeur français Désiré-Émile Inghelbrecht dans les années 1920. Puis elle quitte la scène en 1939, et s'installe en Argentine. Elle s'y lance dans la sculpture. À partir de 1951, elle crée des fonds de dotation pour soigner les danseurs malades ou vieillissants, pour encourager de nouveaux talents et pour établir une bibliothèque en Suède afin de promouvoir l'étude de la danse. La bibliothèque Carina Ari de Stockholm reste l'une des plus importantes collections d'archives sur la danse en Europe.

## Biographie
Maria Karina Viktoria Jansson est née le 14 avril 1897 à Stockholm, en Suède,. Élevée dans un milieu modeste, avec des questions sur sa parenté à cause de son teint basané, elle rêve de devenir danseuse dès son plus jeune âge. En 1911, elle s'inscrit à l'école de danse de l'Opéra royal de Stockholm et obtient son diplôme en 1913,.
À la fin de ses études, elle entre dans le corps de ballet du Ballet royal suédois,. L'année 1913 est aussi celle où Michel Fokine rejoint cette compagnie comme directeur artistique . Son approche diffère des pratiques précédentes, en donnant accès aux danseurs à des rôles basés sur leurs capacités, plutôt qu’en fonction de leur rang dans la compagnie. Fokine choisit Karina Jansson pour participer au corps de ballet pour la production des Sylphides et l'année suivante la retient pour un petit rôle dans le spectacle Schéhérazade. Les activités de la compagnie de ballet sont suspendues pendant la Première Guerre mondiale, mais en 1918 et à nouveau en 1919, Karina Jansonn participe avec Fokine à deux représentations estivales au théâtre des Jardins de Tivoli. Lors de la première de ces apparitions, Karina Jansonn change son nom de scène pour Carina Ari.
En 1919, elle quitte le Royal Ballet, emprunte de l'argent et s'installe à Charlottenlund, au Danemark pour étudier avec Fokine. Fokine l’encourage aussi à chorégraphier. A l'issue du travail de formation avec Fokine, elle revient à Stockholm,. Elle est engagée par Mauritz Stiller pour chorégraphier un ballet  oriental dans son film Erotikon (titre en français : Vers le bonheur), sorti en 1920,. Peu après la fin du tournage, elle quitte Stockholm et s'installe à Paris. De 1920 à 1923, elle danse divers grands rôles, comme première danseuse pour les Ballets suédois, par exemple dans Ibéra composé par Isaac Albéniz, basé sur des thèmes espagnols adaptés à la fois à l'apparence sombre d'Ari et à son style de danse. Elle apparaît également dans d’autres spectacles comme  Jeux. Puis en 1922, Jean Börlin, l'autre soliste et chorégraphe des Ballets suédois, écrit spécialement pour elle Dance d’Anitra, un solo mettant en valeur sa sensualité orientale. Elle interprète la pièce, qui reçoit un bon accueil, mais rentre avec Börlin, qui lui interdit de la danser à nouveau. Elle quitte cette compagnie après la saison 1923.
Elle est ensuite engagée comme soliste à l'Opéra-Comique, où Désiré-Émile Inghelbrecht est directeur musical. Les deux se marient en 1925, la même année où elle lance Scènes dansées. Le ballet, qu'elle chorégraphie et danse, comporte un orchestre symphonique complet, des scénographies détaillées et huit danses solo. Entre les danses, elle court vers les coulisses et change rapidement de costume. Il s'agit de l'une des premières représentations où une ballerine formée à la danse classique apparaît dans une production théâtrale d'une telle envergure et s'approche ainsi de la danse moderne. Les critiques sont excellentes, et elle effectue des tournées à travers l'Europe jusqu'en 1939. En 1928, elle est engagée par l'Opéra de Paris pour chorégraphier et elle crée Rayon de Lune. La musique du ballet est basée sur Thème et Variations, composée par Gabriel Fauré,. L'année suivante, elle fonde sa propre compagnie. Puis, pour la saison 1929-1930, elle a servi de maîtresse de ballet pour l’Opéra d’Alger (devenu le Théâtre national algérien). De retour à Paris, elle devient directrice de ballet à l'Opéra-Comique jusqu'en 1933. Entre 1935 et 1937, elle se produit à Stockholm au Royal Opera. En 1938, elle est engagée comme soliste dans Le Cantique des Cantiques de Serge Lifar, en raison de sa fluidité et de son style plus contemporain. Sa dernière représentation est effectuée le 30 mars 1939, dans une représentation de ses Scènes dansées à l'Opéra-Comique.
Souffrant de rhumatismes, elle se rend à Aix-les-Bains dans le sud de la France où elle a rencontre Jan Henrik Molzer, l'un des dirigeants de l'entreprise néerlandaise de boissons Bols. Elle et Inghelbrecht se séparent. Elle épouse Molzer et en 1940, s'installe à Buenos Aires, en Argentine. Elle y commence une deuxième carrière comme sculptrice. Ses pièces les plus connues sont des bustes de Dag Hammarskjöld, Serge Lifar et Rolf de Maré. Son buste de Hammarskjöld est exposé dans la tour qui porte son nom à New York. Au décès de son mari en 1951, elle commence à utiliser sa fortune pour les danseurs malades ou vieillissants.  En 1961, elle crée une bourse annuelle pour récompenser un jeune danseur prometteur, ainsi qu'une médaille annuelle pour reconnaître ceux qui favorisent le développement de la danse en Suède,. En 1969, elle crée une deuxième fondation portant son nom pour permettre l’émergence d’une bibliothèque spécialisée, la bibliothèque Carina Ari. Cette bibliothèque est annexée au Musée Dansmuseet ou Musée de la danse  et contient les archives les plus complètes de la littérature de la danse en Europe du Nord,. Elle meurt le 24 décembre 1970 à Buenos Aires.